# Huis Roucoop
Het Huis Roucoop of Middelgeest lag in de Nederlandse plaats Voorschoten, provincie Zuid-Holland. Het voormalige kasteelterrein is geheel overbouwd, maar restanten van het kasteel zijn in de bodem bewaard gebleven.

## Geschiedenis
De oudste vermelding dateert uit 1468, toen Dirk Pietersz van den Bosch de kasteeleigenaar was. Hij was in dat jaar de inner van belastingen in het Rijnland en vanaf 1470 rentmeester voor de Rijnlandse bezittingen van de abdij van Egmond.
In 1574 werd het kasteel beschadigd tijdens het beleg van Leiden, maar in 1587 volgde de herbouw. De uit Keulen gevluchte voormalige aartsbisschop Gebhard Truchsess verbleef in deze periode tijdelijk in het kasteel, samen met zijn minnares.
Vervolgens bewoonde de Leidse familie Cunaeus het kasteel. Een van hen was de hoogleraar Petrus Cunaeus.
In de tweede helft van de 18e eeuw werd een park met een vijver aangelegd tussen het kasteel en de Vliet.
In 1813 volgde een openbare verkoop van Roucoop. Het zal kort hierna zijn gesloopt.

### Archeologisch onderzoek
In 1990 vonden bouwwerkzaamheden voor een nieuwe bedrijfshal plaats. Archeologen vonden hierbij de restanten van de slotgracht, kademuren, toegangsbrug en het voorplein met een waterput. Tevens werden gebruiksvoorwerpen uit de 17e en 18e eeuw aangetroffen.
Een jaar later werden bij de afbraak van een bedrijfspand opnieuw resten van het kasteelterrein gevonden. Het ging om een deel van de slotgracht en uitgebroken funderingen van het kasteel.

## Beschrijving
Het omgrachte kasteel stond aan de Vliet en bestond uit twee bouwdelen, met aan de voorzijde een klein torentje. Het kasteel had een onregelmatig grondplan en kende meerdere bouwstijlen, waaruit blijkt dat het in de loop der tijd is verbouwd en vernieuwd. Gedeeltes van het kasteel zijn uitgevoerd in de Hollandse renaissancestijl.
Het kasteelterrein is in de 20e eeuw bebouwd met bedrijven.

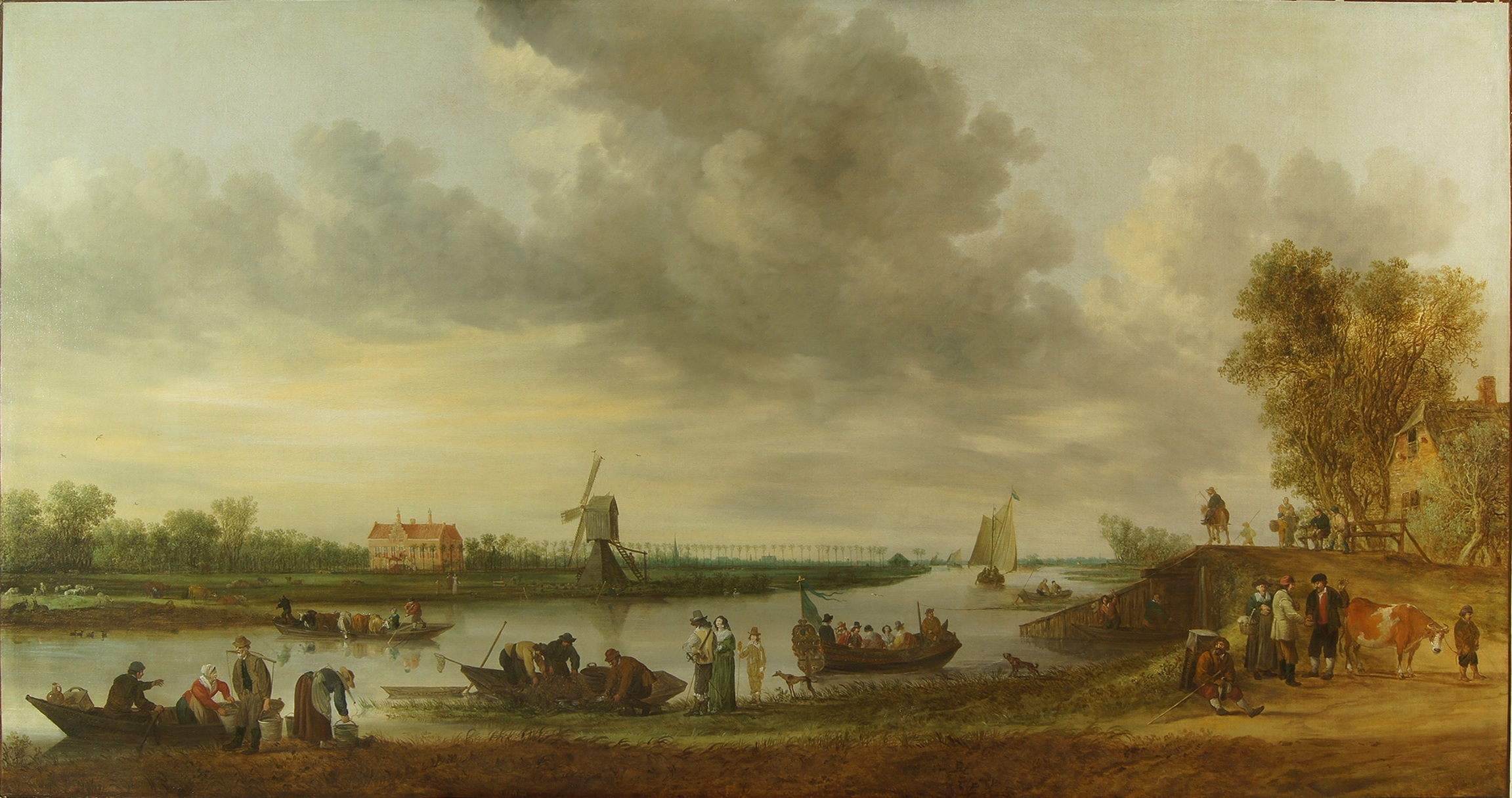
Het 'Huys Roucoop', Jan van Goyen (1642)

## Jan van Goyen
Het kasteel is bekend van het schilderij Landschap met gezicht op Huys Roucoop van Jan van Goyen uit 1642. De titel lijkt echter op een vergissing te berusten. Het schilderij toont een symmetrisch renaissancehuis, een molen, een ligging naast de Vliet en aan de horizon het dorp Voorschoten. Tekeningen van Roucoop uit de 18e eeuw echter tonen een omgracht, in oorsprong middeleeuws kasteel met een onregelmatig grondplan en diverse bouwstijlen; bovendien stond er geen molen nabij het kasteel en lag Voorschoten op kortere afstand. Het schilderij zal daarom de buitenplaats Oostbos van Johan Sixti weergeven, met Leiderdorp aan de horizon.
Abbenbroek · Abspoel · Adegeest · Slot Alkemade ·  Altena · Arkelsburg · Bellesteyn · Huis ten Berghe · Binckhorst · Binnenhof · Blijdestein · Te Blotinghe · Boekenburg · Boekhorst · Boshuysen · Bulgersteyn · Burcht (Leiden) · Burcht (Voorne) · Slot Capelle · Coebel · Cranenburg · Crayestein · Cronesteyn · Crooswijk · Develstein · 't Huys Dever · Dirks Steenhuis · Ter Does · Duivenstein · Duivenvoorde · Endegeest · Endepoel · Foreest · Giessenburg · Gravensteen · Groot Haesebroek · 's Heeraartsberg · Hof van Wateringen · Holy · Slot Honingen · Kasteel van de Heren van Arkel · Kasteel van Gouda · Keenenburg · Kasteel Keukenhof · Klein Poelgeest · Huis te Langerak · Langestein · Huis te Liesveld · Ter Lips · De Loo · Madeburcht · Marenburch · Meerburg · Huis te Merwede · Huis ter Mey · Kasteel van der Meye · Niemandsvriend · Noordeloos · Oud-Berendrecht · Oud-Poelgeest · Oud Teylingen · Paddenpoel · Persijn · Groot Poelgeest · Hof van Putten · Puttensteyn · Landgoed De Raephorst · Kasteel Ravesteyn · Kasteel van Rhoon · Rijnegom · Rijnenburg · Huis te Riviere · Rodenburg · Hofstad Rodenrijs · Rodenrijs · Rosenburgh · Huis Roucoop · Santhorst · Schelluinderberg · Schonenburg · Kasteel van Schoonhoven · Souburgh · Spangen · Starrenburg · Huis ter Specke · Steenvoorde · Stenevelt · Slot Teylingen · Den Toll · Torenvliet · Slot Valckesteyn · Huis ter Waard · Warmont · Ter Weer · Hof van Wena · Kasteel Westerbeek · Huis te Woude · Kasteel van IJsselmonde · 't Zand · Huis Zevender · Kasteel aan de Zevender · Zijlhof · Zonneveld · Huis Zuidwijk · Zwieten